# ArmaLite
ArmaLite is een Amerikaanse producent van lichte vuurwapens dat oorspronkelijk werd opgericht onder vliegtuigbouwer Fairchild.
Na maar weinig succes te hebben gekend stopte het bedrijf er in de jaren 1970 mee, maar eind jaren 1990 werd de merknaam opnieuw gelanceerd.

## ArmaLite

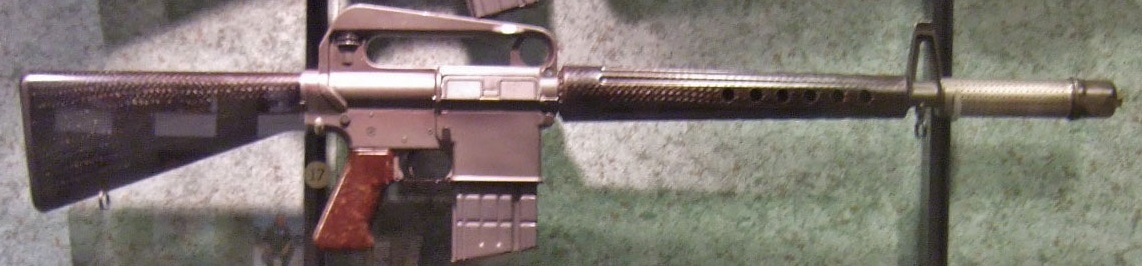
AR-10.

De ArmaLite Division is opgericht in 1954 als dochteronderneming van de Fairchild Engine & Airplane Corporation.
Omdat ArmaLite zelf een kleine productiecapaciteit had verkocht het een licentie voor het AR-10-aanvalsgeweer aan het Nederlandse Artillerie-Inrichtingen voor een periode van vijf jaar.
De Nederlanders verbeterden het originele geweer en verkochten hun versie onder meer aan Soedan en Portugal.
Doch werden uiteindelijk minder dan 10.000 stuks gemaakt, en het ontevreden ArmaLite verlengde de licentie niet.
Intussen was ook Fairchild ontevreden over ArmaLite's verkoop- en winstcijfers — die voornamelijk uit de verkoop van licenties kwam — en stootte het in 1962 af.
In 1959 verkocht het bedrijf een licentie voor zowel de AR-10 als de nieuwe AR-15 aan Colt's Manufacturing Company.
De AR-15 werd onder de designatie M16 het standaard aanvalsgeweer van het Amerikaanse leger en werd met zo'n acht miljoen gemaakte exemplaren een groot succes voor Colt.
ArmaLite ontwikkelde intussen de AR-16 en het AR-17-hagelgeweer, maar geen ervan werd een succes.
Ook een verbeterde versie van de AR-15, de AR-18, faalde vanwege het grote succes dat Colt kende met de AR-15.
In de jaren 1970 legde ArmaLite de boeken neer en in 1983 werd het aan een Filipijns bedrijf verkocht dat de productiemachines weghaalde.

## ArmaLite, Inc.
Na een aantal keren van eigenaar te zijn veranderd werd het merk ArmaLite in 1996 verkocht aan een voormalig legerofficier die een scherpschuttersgeweer had ontworpen.
Die blies de naam nieuw leven in onder de bedrijfsnaam ArmaLite, Inc..
ArmaLite maakt nu versies van de AR-10, AR-15 en AR-180 en het AR-50-scherpschuttersgeweer.
Het heeft ook plannen om handvuurwapens te maken.